# Jefes Fuerza Lagunera
Los Jefes Fuerza Lagunera fue un equipo que participó en la Liga Nacional de Baloncesto Profesional con sede en Torreón, Coahuila, México.

## Historia
Los Jefes Fuerza Lagunera participan en la Liga Nacional de Baloncesto Profesional a partir de la temporada 2014-2015.

## Jugadores

### Roster actual
Actualizado al 5 de marzo de 2016.
"Temporada 2015-2016"
| Jefes Fuerza Lagunera Roster 2015-2016 |    |                           |                                 |
| C U E R P O T É C N I C O              |    |                           |                                 |
| Entrenador                             |    | Bandera de España         | Pedro Carrillo Ballester        |
| 'Asistente'                            |    | Bandera de México         | Francisco Javier López Torres   |
| J U G A D O R E S                      |    |                           |                                 |
| Escolta / Alero                        | 1  | Bandera de México         | Tomás Jude Sánchez Jenkins      |
| Alero                                  | 5  | Bandera de Estados Unidos | Jalen Acey Cannon               |
| Alero / Ala-pívot                      | 11 | Bandera de México         | Irwin Raúl Ávalos Bonilla       |
| Escolta                                | 12 | Bandera de México         | José Gerardo Estrada Alvarado   |
| Alero / Ala-pívot                      | 14 | Bandera de México         | Víctor Hugo Méndez Cedillo      |
| Escolta / Alero                        | 15 | Bandera de México         | Rayes Tony Gallegos             |
| 'Base' / Escolta                       | 20 | Bandera de México         | Karim Valentín Malpica Torres   |
| Alero                                  | 21 | Bandera de México         | Yeshua Israel Rodríguez Rosales |
| Ala-pívot                              | 31 | Bandera de México         | Mauricio Cheda González         |
| = Capitán                              |    |                           |                                 |

### Jugadores destacados
Por definir.